# Монетти, Фернандо
Фернандо Монетти (исп. Fernando Monetti; 21 февраля 1989 года, Буэнос-Айрес) — аргентинский футболист, играющий на позиции вратаря.

## Биография
Фернандо Монетти начинал свою карьеру футболиста в аргентинском клубе «Химнасия и Эсгрима» из Ла-Платы. 21 ноября 2010 года он дебютировал в аргентинской Примере, отстояв на ноль в домашнем матче против «Велес Сарсфилда». В течение Клаусуры 2011 Монетти сумел выиграть конкуренцию у Гастона Сессы за место основного вратаря «Химнасии». По итогам сезона 2010/11 команда вылетела в Примеру B Насьональ, где Монетти провёл вместе с клубом два сезона и был одним из лучших вратарей лиги. Так, в чемпионате 2012/13 он в течение 570 минут сохранял свои ворота в неприкосновенности, тем самым побив клубный рекорд: 526 минут без пропущенных голов Карлоса Минояна в 1962 году. «Химнасия» же по итогам того чемпионата вернулась в Примеру.
В декабре 2014 года Монетти перешёл в клуб аргентинской Примеры «Ланус». По итогам Примеры 2016 Монетти стал в составе «Лануса» чемпионом Аргентины, не сыграв в рамках турнира лишь в одном матче, не имевшем турнирного значения.
В 2019—2021 годах играл за «Сан-Лоренсо». После завершения сезона 2020/21 клуб сообщил вратарю, что планирует сократить зарплатную ведомость, и предложили начать поиски новой команды. Монетти не возражал, тем более что в контракте, рассчитанном до декабря 2021 года, была предусмотрена возможность расторжения по взаимному согласию по завершении июня. Однако по состоянию на конец июля стороны ещё не расторгли контракт, поскольку «Сан-Лоренсо» не погасил перед игроком задолженность по зарплате. По версии СМИ, причиной того, что «красно-синие» решили расстаться с Монетти, стал его конфликт с братьями Ромеро (Оскаром и Анхелем).

## Титулы и достижения
- Чемпион Аргентины (1): 2016
- Обладатель Суперкубка Аргентины (1): 2017
- Обладатель Кубка двухсотлетия (1): 2016
- Финалист Кубка Либертадорес (1): 2017